# Audiencia Provincial de Gerona
La Audiencia Provincial de Gerona es un tribunal de justicia que opera dentro del ámbito territorial de la provincia de Gerona y tiene la sede en el número 1 de la plaza de Josep Maria Lidón Corbí de la ciudad de Gerona. El presidente de la Audiencia es el magistrado Adolfo García Morales.

## Historia
La Audiencia de Gerona surgió a raíz del real decreto de 14 de octubre de 1882. Se crearon 80 en toda España, una para cada distrito. Se las llamó Audiencia Penal (Audiencia de lo Criminal). En la demarcación de Gerona había dos distritos; uno, Olot y Figueras, y el otro, Gerona, La Bisbal del Ampurdán, Santa Coloma de Farnés y Puigcerdá. En 1892, el Gobierno decidió, por cuestiones económicas, dejar una Audiencia por provincia. Esto provocó la desaparición de la Audiencia de Figueras. A partir del año siguiente, la Audiencia de Gerona pasó a llamarse provincial.
El tribunal de la Audiencia de Gerona se constituyó el 2 de enero de 1883. El presidente del jurado fue el magistrado Pedro Grande Rueda. Los otros dos magistrados fueron Ceferino Gutiérrez Alonso y Francisco Alcalde Cabanellas. El fiscal fue Salvador Viada Vilaseca.
El Ayuntamiento previó ubicar la Audiencia en el edificio de las Águilas, que era la antigua Universidad. Se hizo un proyecto, pero el alto coste de rehabilitación hizo que se buscaran otros locales. Así, la Audiencia se inauguró en un edificio de la calle de la Fuerza, junto al Instituto Viejo. Hasta aquel momento, el Ayuntamiento tenía arrendado el inmueble como escuela. La Audiencia se puso en marcha el 3 de enero de 1883 y el primer juicio se celebró el 27 de febrero.
Ante el mal estado del inmueble, se buscó otro edificio. Y se decidió ubicar la Audiencia en la escuela de nueva construcción que se hizo en la calle Santa Clara, en el Mercadal, junto a la central eléctrica. El traslado al nuevo edificio se hizo en 1890. Pero se detectaron bien pronto nuevos problemas, especialmente humedad e iluminación.

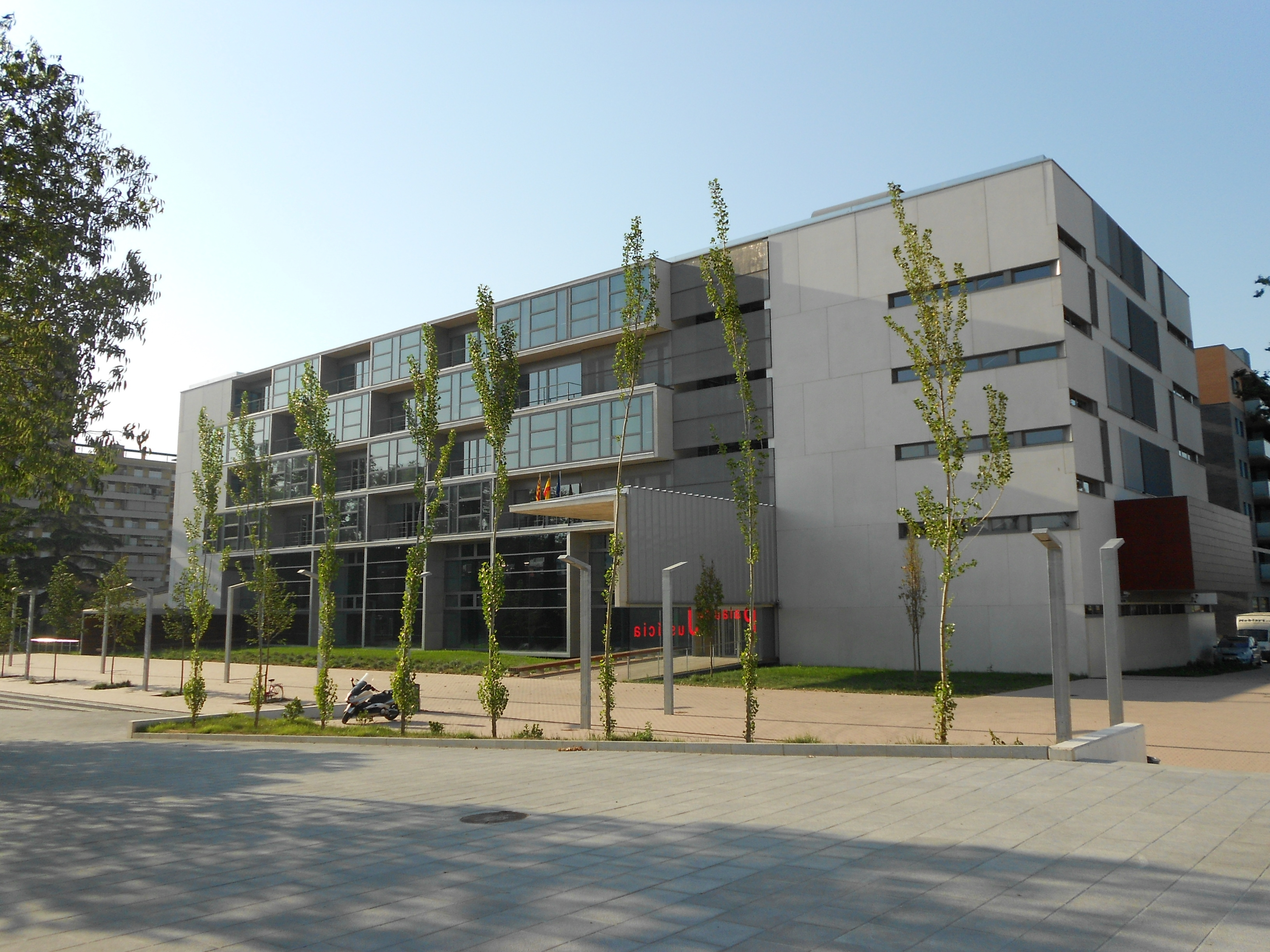
Nuevo Palacio de Justicia de Gerona.

En 1905, el Ayuntamiento permutó el edificio escuela-juzgados por la Casa Pastores, en la plaza de la Catedral, en el casco antiguo. La Audiencia ocupó la Casa Pastores el 1907. También ocuparon el edificio los juzgados municipales y el partido judicial. Por eso, el edificio se pasó a llamar Palacio de Justicia.
En 1959, el Ayuntamiento cedió la Casa Pastores al Estado español ante la imposibilidad de poder asumir su reforma. El Estado aceptó la cesión en 1961 y decidió hacer una rehabilitación general de todo el inmueble entre los años 1970 y 1973. Durante las obras, la Audiencia estuvo en el hotel de los Italianos, en la calle Ciudadanos. La reforma se inauguró el 1973. 
Permaneció en este inmueble hasta 2012, en que se trasladó al edificio actual, a las afueras de la ciudad.
El nuevo edificio, aparte de la Audiencia, también alberga los servicios del Departamento de Justicia de la Generalitat, la fiscalía y los juzgados de menores, los sociales, los juzgados rápidos y los contenciosos administrativos.

## Presidentes
| - Pedro Grande Rueda - Ceferino Gutiérrez Alonso - Julián Menéndez de Luarca Rodríguez - Antonio Pinazo Ayllón - Rafael Hernández Villarejo - Miguel Iso Morea - Octavio Cullá Serra - Cristóbal Gironés Puerto - Hermenegildo Miró Romo - Vicente Agustín Santandreu Herrando - Francisco de Paula Renart Golibart | - Manuel Gómez Quintana - Juan Saval Sacristán - Juan José García Pons - Felipe Rey Gutiérrez - Antonio Gutiérrez Domínguez - Ramón de Páramo Jiménez - Pedro José Moreno Torres - Emilio Viñals Estellés - Luis de Torre Leiva - Pedro de Benito Varela - Enrique de la Blanca González | - Agustín Altés Pallás - Clemente del Pino Sáinz - Joaquín Vilches Burgos - Apolinar de Cáceres Gordo - Abel Velilla de Sarasola - Joaquim Bohigas Serramalera - Luciera Franqueza Feliu - Pascual Galbe Loshuertos - Ernest Coch Juvé - Joaquín Álvarez Soto-Jove - Carlos Galán Calderón | - Juan Santamaria Ansa - Antonio Villegas Gallifa - Juan Higueras Sabater - Joaquín Castro Mateo - Carlos Obiols Taberner - José María de Mesa Fernández - José de Torre Ruiz - Francisco Soto Nieto - Miguel Pérez Capella - Fernando Lacaba Sánchez - Adolfo Jesús García Morales |